# Fedele Azari

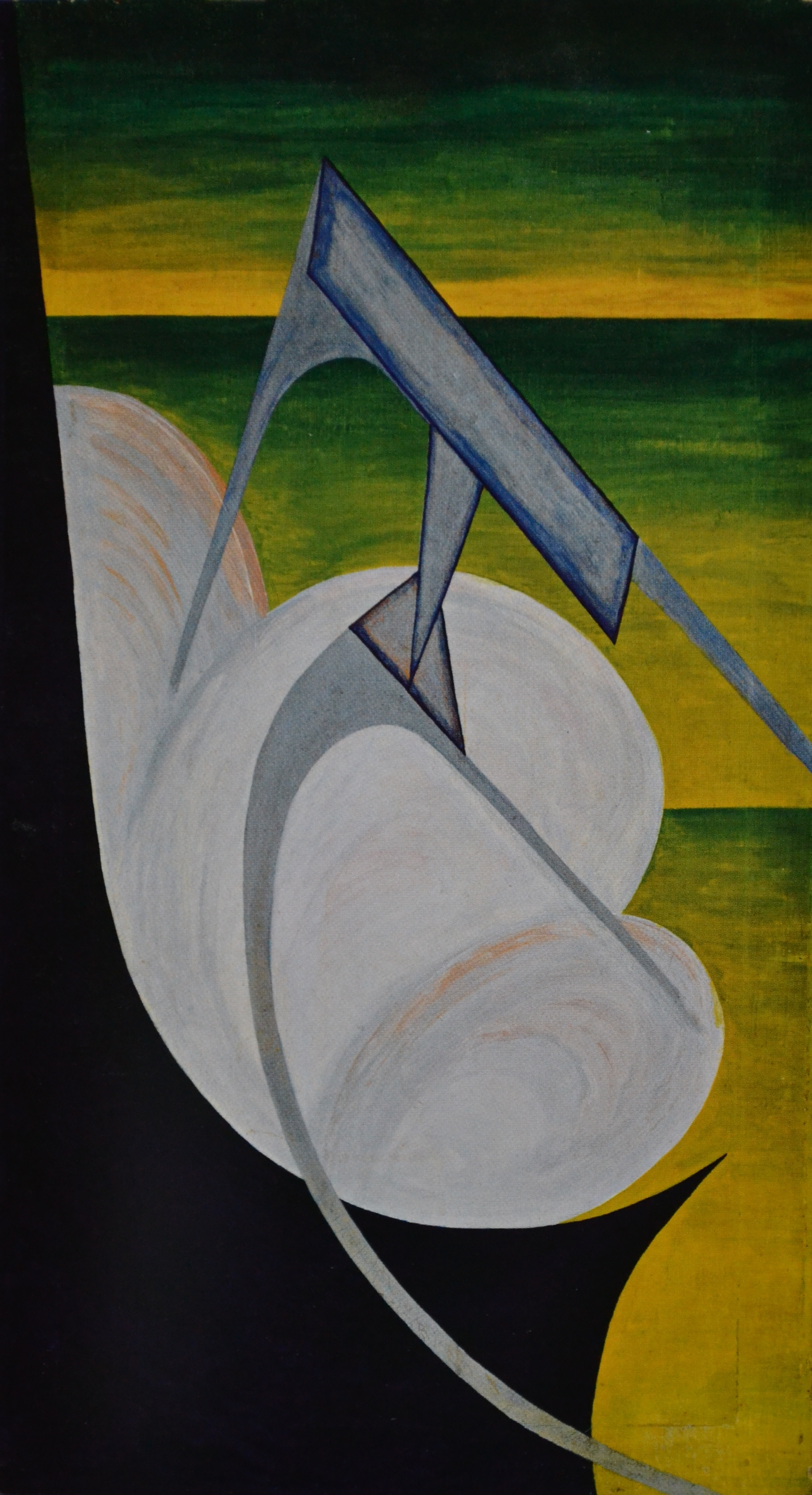
Fedele Azari
Teatro aereo futurista, 1922-26
Collezione Maria Fede Caproni

Fedele Azari (Pallanza, 8 febbraio 1895 – Milano, 25 gennaio 1930) è stato un pittore, pubblicitario e aviatore italiano.

## Biografia
Figlio di Quintino e di Maria Milani, si trasferisce a Torino per motivi di studio. Qui ha modo di conoscere esponenti del nuovo movimento futurista fondato da Marinetti e vi aderisce.
Nel luglio 1915 si arruola nel Battaglione aviatori e, dopo aver seguito un corso di addestramento a Busto Arsizio, consegue il brevetto di pilota. Compie numerose ricognizioni aeree in Trentino, ma a causa di una malattia deve abbandonare il servizio militare attivo.
Si laurea in Giurisprudenza all'Università degli Studi di Torino.  Nel 1919 scrive il manifesto Il Teatro Aereo Futurista e lo presenta a Milano alla conclusione della Grande Esposizione Nazionale Futurista e ne lancia i volantini dal cielo della città. 
Da questa esperienza sviluppa anzi le possibilità del volantinaggio pubblicitario lanciando nel maggio 1920 manifestini della Fiera Campionaria Internazionale sorvolando in dirigibile Milano, Torino e Genova e creando un'apposita società pubblicitaria.
All'Esposizione Futurista Internazionale di Torino nel 1922 conosce numerosi artisti e diviene amico di Depero con cui svilupperà un lungo sodalizio artistico; Depero gli donerà il quadro Ritratto Psicologico dell'Aviatore Azari.
Nel 1923 si trasferisce a Milano dove apre una galleria dedicata alla vendita di opere futuriste dedicandosi nel contempo alla redditizia esportazione, soprattutto in Sudamerica, di aerei di fabbricazione italiana.
Nel 1924 Marinetti lo nomina Primo Segretario Nazionale del movimento futurista e organizza il congresso di quell'anno; l'anno successivo è a Parigi per l'Esposizione Internazionale delle Arti Decorative.
Nel 1926 espone alla Biennale di Venezia il dipinto Prospettive di Volo che è considerato uno dei primi esempi di Aeropittura.
Il 1927 è per lui un anno molto intenso di attività tanto impegnative che la sua salute psichica ne risulta compromessa: Depero gli affida l'organizzazione dell'area espostiva futurista nell'ambito della III Biennale di Monza, espone alla collettiva di futuristi nella milanese Galleria Pesaro, espande la sua attività di gallerista e di editore d'arte (Editrice Dinamo-Azari), firma due manifesti Vita futurista simultanea e Per una società di protezione delle macchine.
È colpito da un grave esaurimento nervoso e fa ritorno in famiglia a Pallanza per riposarsi. 
Negli anni seguenti tenta, senza successo, di riprendere le attività precedenti; tornato a Milano, è spesso in preda di violente crisi nervose e vi muore suicida nel gennaio del 1930.